# Putot-en-Auge
Putot-en-Auge è un comune francese di 303 abitanti situato nel dipartimento del Calvados nella regione della Normandia.

## Società

### Evoluzione demografica
Abitanti censiti